# Mazda SU-V
Le Mazda SU-V est un concept car du constructeur automobile Japonais Mazda, présenté en 1995.
Il s'agit d'un véhicule qui correspond au segment du SUV actuel, il utilise le châssis de la berline Mazda 626 et a abouti à la production du premier SUV de Mazda, le Tribute, ainsi que le premier petit SUV moderne de Ford l'Escape,